# リトルモア
リトルモアは、日本の出版社である。

## 沿革
- 1989年、径書房元社長の竹井正和によって創業。
- 1998年、ストリートノベル大賞を開始。福永信、宮崎誉子などを輩出する。
- 2003年、雑誌『FOIL』を創刊[1]。
- 2004年、竹井が退社しFOILを設立。
- 2008年、雑誌『真夜中』を創刊[2]。
- 2012年、さよならポニーテールによる漫画『小さな森の大きな木』を刊行[3]。

## 雑誌
- Snoozer（1997年 - 2011年）
- リトルモア（1998年 - 2003年）
- FOIL（2003年 - ）[4]
- OK FRED（2004年 - ）
- Re:S（2006年 - ）
- 真夜中（2008年 - 2011年）

## 主な書籍
- アクロバット前夜（2001年）
- 初恋（2002年）
- ドロップ（2006年）
- トリガー（2009年）
- 漫才ギャング（2009年）

## 主な映画
- 流★星（1998年）
- ナイン・ソウルズ（2003年）
- ラブドガン（2004年）
- 海でのはなし。（2006年）
- ウルトラミラクルラブストーリー（2009年）
- ケンタとジュンとカヨちゃんの国（2010年）
- 夜空はいつでも最高密度の青色だ（2017年）
- 花束みたいな恋をした（2021年）
- 片思い世界（2025年）